# Cirio (Pol)
Cirio (llamada oficialmente Santa María de Cirio) es una parroquia y una aldea española del municipio de Pol, en la provincia de Lugo, Galicia.

## Organización territorial
La parroquia está formada por tres entidades de población:
- Cirio
- Rois
- Xerbolés

## Demografía

### Parroquia
| Gráfica de evolución demográfica de Cirio (parroquia) entre 2000 y 2020 |
|                                                                         |
| Datos según el nomenclátor publicado por el INE.                        |

### Aldea
| Gráfica de evolución demográfica de Cirio (aldea) entre 2000 y 2020 |
|                                                                     |
| Datos según el nomenclátor publicado por el INE.                    |